# 片倉辺命
片倉辺命（かたくらべのみこと）は、長野県諏訪地方の民間伝承（諏訪信仰）の神。

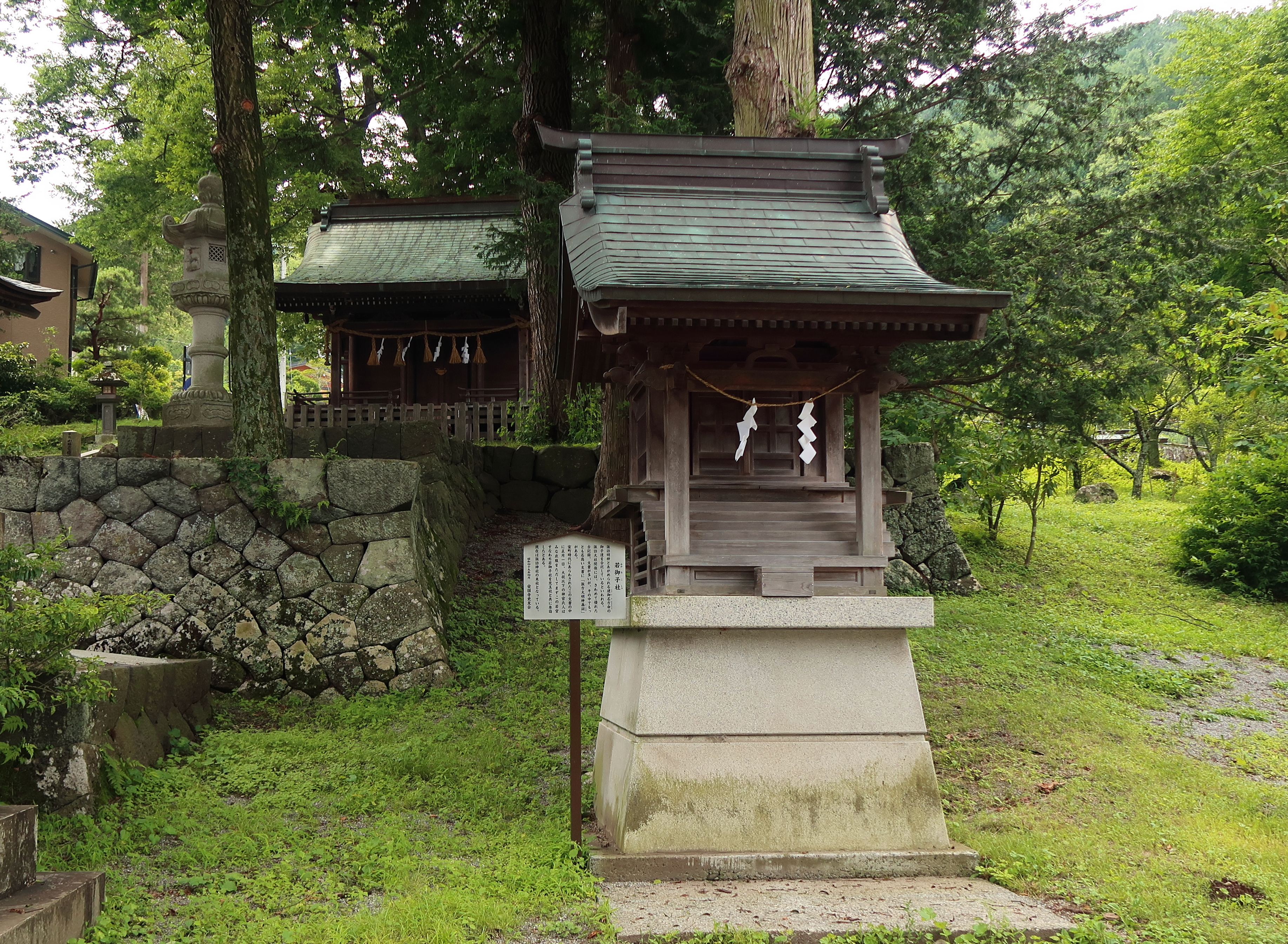
諏訪大社前宮若御子社

## 概要
片倉辺神、片倉辺尊とも表記され、また類似した神名に御倉辺命（みくらべのみこと）がいるが、同一神かどうかは不明。
建御名方神の御子神で、守屋山南麓（片倉）に坐す神とされ、また佐久郡旧入片倉村にも鎮座するとされる。神陵は佐久郡にあるとされる。
明治初期に書かれた守矢氏の家系図『神長守矢氏系譜』の中で、守矢氏四代目として洩矢神の孫千鹿頭神の跡を継いだ者を、片倉辺命の子児玉彦命と記載する。また『諏訪氏系図.続編』においては片倉氏の祖神とされる。

## 系譜

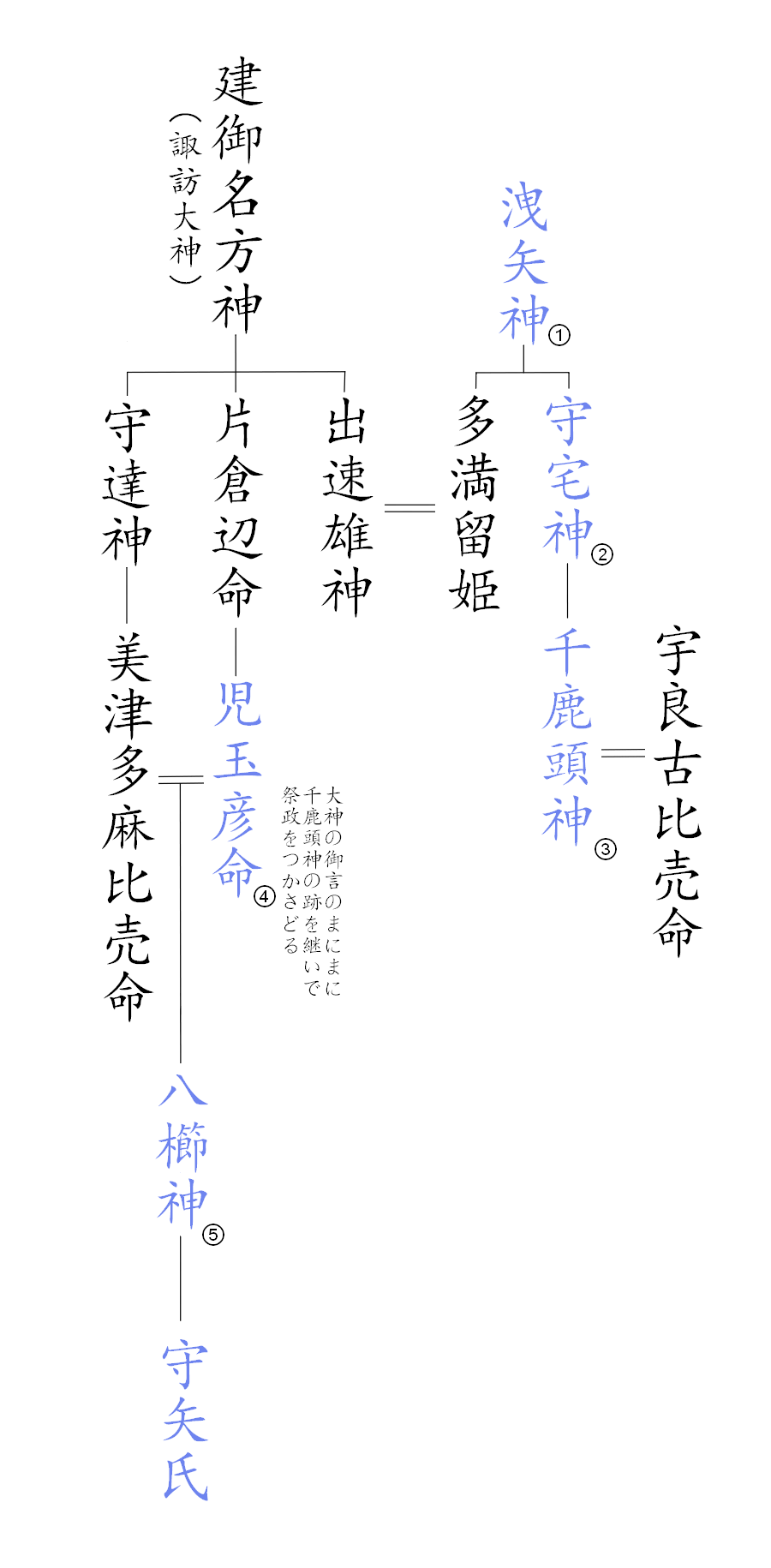
守矢氏の最初の五代
（洩矢神から八櫛神まで）

建御名方神と八坂刀売神の子で、后神は不明だが児玉彦命、上津御玉神、下津御玉神の三柱の御子神がいる。
その内児玉彦命は、千鹿頭神の後を継いで祭政を執り、守達神の娘・美都多麻比売神を娶って八櫛神を生む。このため守矢氏の系図では児玉彦命を四代目に数えている。

## 祀る神社
- 諏訪大社上社前宮 若御子社（長野県茅野市宮川）
- 十五社神社（長野県茅野市豊平）
- 諏訪大社下社秋宮 若宮社（長野県諏訪郡下諏訪町）
- 諏訪大社下社春宮 若宮社（長野県諏訪郡下諏訪町）
- 十五社神社（長野県岡谷市本町）